# Eriovixia gryffindori
Eriovixia gryffindori ist eine Echte Radnetzspinne aus der Gattung Eriovixia.

## Beschreibung
Die Spinnenart wurde anhand eines einzelnen Weibchens beschrieben, das Männchen ist unbekannt. Weitere Funde sind bisher nicht bekannt geworden.
Die Spinne erreicht eine Körperlänge von etwa 7 Millimeter und eine Prosomalänge von 1,8 Millimeter. Wie bei allen Arten der Gattung ist der Carapax dicht filzig behaart und der Hinterleib dreieckig zugespitzt. Bei der Art ist er langgestreckt, länger als breit und zur Spitze hin nach unten gebogen. Er ist graubraun gefärbt, mit einem breiten, dunkelbraunen Mittelband und acht undeutlichen braunen, grün gesäumten Fleckenpaaren. Das Prosoma ist orangebraun gefärbt. der gesamte Körper ist bedeckt von einer doppelten Behaarung aus dünnen weißen und etwas kürzeren, gelblichen Haaren. Zur sicheren Unterscheidung von ähnlichen Arten muss die Gestalt der Epigyne verglichen werden. Die Gestalt und Färbung der Spinne ähnelt einem trockenen Blatt.
Ihr Aussehen erinnerte die Erstbeschreiber an den Sprechenden Hut des Zauberers Godric Gryffindor, wie in der Verfilmung der Harry-Potter-Romane dargestellt. Außerdem wollten sie nach eigenen Angaben mit der Namensgebung die öffentliche Wahrnehmung von Spinnen fördern.

## Fundort
Die Spinne wurde in den Westghats im indischen Distrikt Shivamogga entdeckt. Der Fundort lag in den lokal „Kans“ genannten Waldinseln aus immergrünen Bäumen, die in den laubwerfenden Laubwald dort eingestreut sind.
Zur Biologie der Art ist nichts bekannt. Andere Arten der Gattung besitzen bekanntermaßen vertikal orientierte Radnetze auf Bäumen und Sträuchern, sie sind nachtaktiv.

## Rezeption
Die Art wurde von den Hobby-Forschern Javed Ahmed, Rajashree Khalp und J. N. Sumukha aus Mumbai entdeckt und erreichte aufgrund der Namensgebung, wie von den Erstbeschreibern beabsichtigt, weite Aufmerksamkeit.

## Systematik
Die Gattung Eriovixa umfasst derzeit 23 Arten, sie ist in einem großen Verbreitungsgebiet in den Tropen Asiens und Afrikas, von Westafrika bis China und den Philippinen, bekannt. Aus Indien sind außer der hier beschriebenen Art noch Eriovixia excelsa (Simon, 1889), Eriovixia laglaizei (Simon, 1877), Eriovixia palawanensis (Barrion & Litsinger, 1995), Eriovixia poonaensis (Tikader & Bal, 1981) und Eriovixia kachugaonensis Basumatary et al. 2019 nachgewiesen.